# 세컨드 라이프
《세컨드 라이프》(영어: Second Life, SL, 세라; '두 번째 삶')는 린든 랩이 개발한 인터넷 기반의 가상 세계로 2003년에 시작했다. 세컨드 라이프 뷰어라는 클라이언트 프로그램을 통해 이용자('거주자')는 다른 아바타와 상호 작용하며, 보편적인 메타버스의 모습과 결합한 소셜 네트워크 서비스를 제공한다.
세컨드 라이프는 나이 제한으로 만18세 이상 사용자들만 이용가능하다. 하지만 2005년도에 10대 사용자들을 위한 '틴 세컨드 라이프'를 개발했으나, 2010년까지만 운영하고 폐쇄했다. 대신 2010년에 메인 그리드 입장 연령을 만16세로 낮추었다.

## 역사
- 2009년 6월 15일 세컨드 라이프 내부의 등급을 Mature, PG 2개 등급에서 Adult, Mature, PG 3개 등급으로 조정했다.

- 2009년 6월 24일 맵과 미니맵에서 로딩시간을 단축하고, 미니맵의 기능을 추가한 새로운 뷰어 스노우글로브[4]를 소개했다.

- 2010년 2월 23일 새로운 스타일의 세컨드 라이프 뷰어 2 베타[5][6][7]가 개발되었다.

- 2010년 3월 하순 뷰어 2를 정식으로 배포했다.
- 2010년 6월 직원의 30%를 해고하고, 영국과 싱가포르 사무소를 폐쇄하는 대대적인 구조조정을 실시했다.[8][9]

### 대한민국 내 서비스
2007년 초 국내 최초로 조이윈드코리아(Joywind Korea) 유저 커뮤니티가 오픈하였으며, 초대 운영자인 강현우 회장이 민간외교사절단 코리아스코프와 함께 싸이버독도를 개설하였다. 또한 최초로 종교단체인 원불교를 세컨드라이프에 진출시켰다. 2007년 10월 국내회원 가입 연동 시스템 개발하였다. 그에 이어 2007년 10월, 티엔터테인먼트(現 바른손게임즈)와 계약을 맺고 대한민국에서 서비스를 했으나, 2009년 11월, 계약을 종료하고 서비스를 중단하였다. 한국인 사용자들은 린든 랩의 공식 지원이 없는 상태에서 개인적으로 모임 장소를 만들거나 소수의 친목 단체로 유지한다.

## 특징

### 창조성과 소유권
세컨드 라이프에 가장 큰 특징은 주민에게 주는 창조성과 소유권이다. 세컨드 라이프는 3D물체를 제작하는 도구를 갖추었으며, 주민은 세컨드 라이프에서 건물이나 의상 등인 '오브젝트'들을 제작하고, 게임에서 자신이 갖고 싶어하는 오브젝트를 창조한다. 자신이 제조한 물건의 소유권도 주민 자신이 가지며, 다양한 제품을 제작하여 판매도 가능하다.
이러한 이유로 세컨드 라이프는 경제활동도 이루어진 커뮤니티도 운영된다. 세컨드 라이프에서 기업 활동을 하는 사람도 많다고 한다.

## 빅 식스

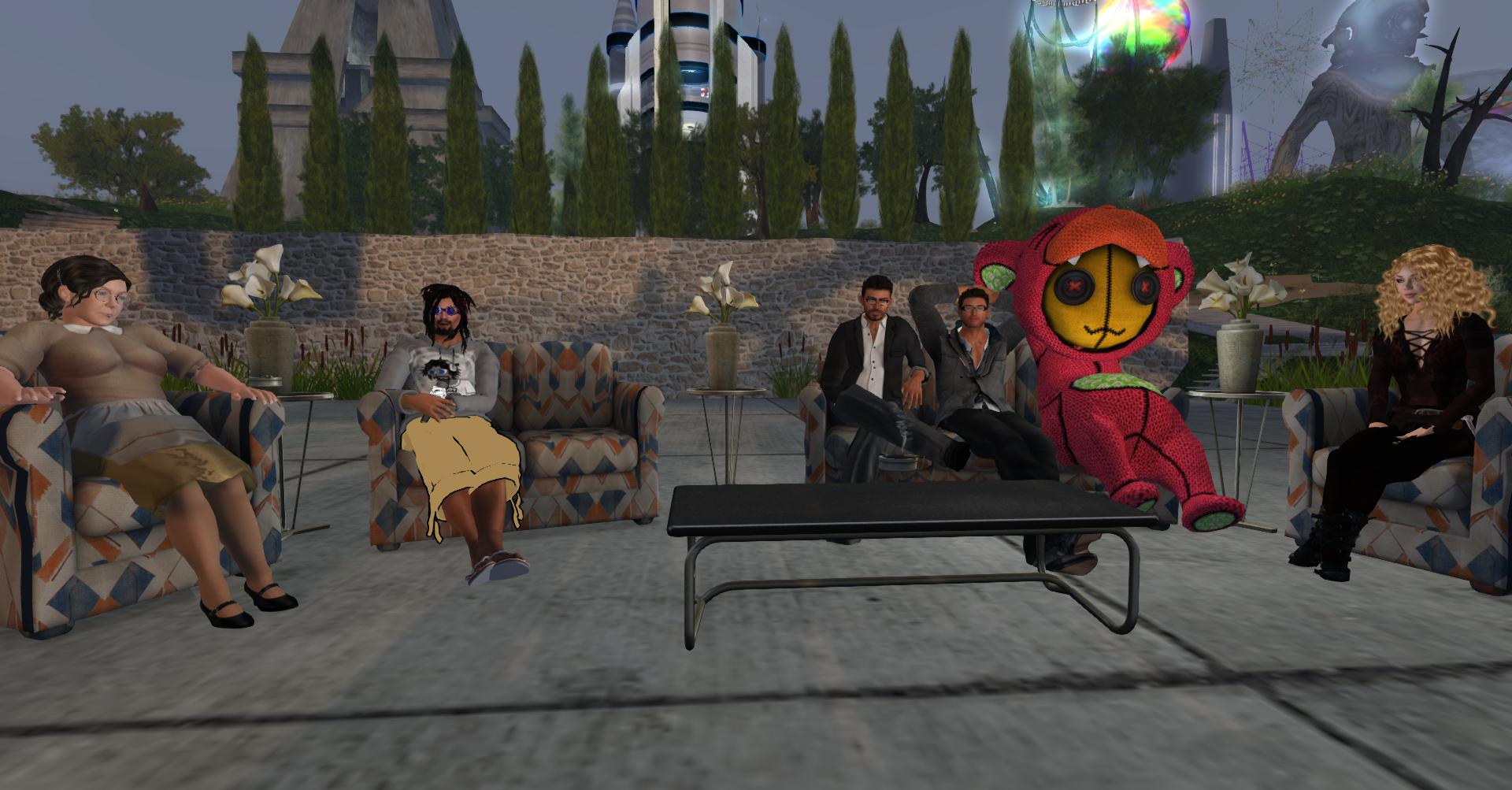

세컨드 라이프에서는 무한한 자유를 누리나, 그런 자유에도 여러 가지 규정이 있다. 그 중에서도 빅 식스는 세컨드 라이프 전체에서 반드시 지켜야 할 규정이다.
| 용납되지 않는 행위 | 인종, 종교,성별 등과 관련된 경멸적이거나 품위를 손상시키는 행위                |
| 괴롭힘             | 협박 등 상대를 의도적으로 괴롭히는 행위                                        |
| 폭행               | 비전투 지역에서 상대의 동의 없이 공격하는 행위                                 |
| 비공개             | 공개하지 않은 개인정보를 알려주는 행위                                         |
| 외설               | PG 지역에서 성인용품을 운반하거나, 나체로 돌아다니는 등의 행위                 |
| 평화침해           | 자기 복제 오브젝트 드롭, 의도적인 스팸 등으로 다른 사람의 평화를 방해하는 행위 |
| ------------------ | ------------------------------------------------------------------------------ |

## 용도

### 교육
세컨드 라이프는 교육을 위한 많은 기관, 대학, 도서관 및 정부 기관 등에서 사용한다. 미국에서는 교육적 목적으로 100개의 지역에서 화학이나 영어에 대한 과목에 이용한다. 세컨드 라이프의 강사와 연구팀은 전통적인 교육보다 개인적인 용도로 사용하기에 선호한다. 세컨드 라이프 활용 결과로, 영국 대학의 80% 이상이 세컨드 라이프를 사용하여 개발과 교육 및 학습 활동을 촉진했다. 전 세계 300개의 대학들이 세컨드 라이프에 대한 과정이나 연구를 실시하고 세컨드 라이프를 독점적으로 운영하기 위해서 새로운 교육 기관들이 등장하고 있다.

### 예술
세컨드 라이프의 주민은 가상 세계를 통해 자신을 표현하는 방법들이 몇 가지 있다:
1. 미술 작품 전시회
2. 라이브 콘서트
3. 라이브 극장

#### 미술 작품 전시회
세컨드 라이프는 전 세계 주민들에게 자신만의 작품을 전시할 환경도 만들었다. 이것은 자체적으로 많은 주민들이 작품들을 구매해서 자신의 가상 집에 보관할 수 있게 하고 새로운 예술 문화를 창조한다.

## 뷰어

### 뷰어 2
뷰어 2는 기존의 뷰어와는 다르게 완전히 새로운 스타일의 구성이다. 기존의 뷰어를 쓰는 사람들에게는 약간의 불편하겠지만, 유저들의 편의를 위해 많은 부분을 수정했다.

### 서드 파티 뷰어
세컨드 라이프의 뷰어는 오픈 소스이므로 많은 서드파티 뷰어가 제작된다.

## 같이 보기
- 린든 랩
- Linden Scripting Language
- 다다월즈
- 심즈
- 심즈 2
- 액티브 월드